# Der Tod und das Mädchen (lied)
Der Tod und das Mädchen (Nederlands: de dood en het meisje), D 531, Op. 7, No. 3, is een Duitstalig lied geschreven door Franz Schubert in februari 1817 op de tekst van Der Tod und das Mädchen van Matthias Claudius uit 1774. Dit kunstlied stond aan de basis van het langere en uitgebreidere strijkkwartet in nr. 14 in d-klein.
Schubert schreef met het stuk over een tijd, het einde van de 18e eeuw, waarin ziekten en de dood het dagelijks leven sterk beheersten. Het sterftecijfer lag hoog. Dit kan verklaren waarom Schubert deze thematiek zo duidelijk in zijn muziek verwerkte. Naast Der Tod und das Mädchen schreef hij in dezelfde periode nog veel meer liederen met de dood als thema.  

## Tekst
Het gedicht doet denken aan laat middeleeuwse dodendansen (danses macabres) waarin de dood iedereen meesleurt ongeacht rang of stand. Een beeld ontstaan in tijden van pest, oorlog en religieuze angst voor het hiernamaals. Maar de strekking is kenmerkend voor de pre-romantische Duitse Empfindsamkeit die Claudius aanhing. Het doodsbeeld is hier niet meedogenloos, maar juist vriendelijk en persoonlijk. In tegenstelling tot de laatmiddeleeuwse doodsgedachte komt in de achttiende eeuw onder invloed van de Verlichting de dood geen zonden meer straffen. De laatste zin kan gezien worden als de empfindsame dood die je omarmt en niet doet lijden.

## Opbouw en kenmerken
De compositie kan in drieën verdeeld worden. Het eerste deel is gedragen en plechtig, en kan worden gezien als een thematische en stilistische inleiding op de rest van het lied: er vindt immers geen ontwikkeling plaats. De piano speelt in een matig (mäßig) tempo, pianissimo en in d-mineur. Het ritme van de eenvoudige akkoorden – half, kwart, kwart – wordt in meerdere werken van Schubert in verband gebracht met de dood en wordt door sommige onderzoekers zelfs het "Todes-Rhythmus" genoemd. Het ritme klinkt dreigend en symboliseert de dood die het meisje benadert.
In het tweede deel gaat het tempo omhoog. Waar de piano in het intro in een strak en plechtig ritme speelt, begeleidt hij van maat 9 tot en met maat 15 de zangstem met soms dissonante akkoorden in drijvende achtste noten en een gejaagd ritme, dat steeds van de linker- naar de rechterhand springt. Dit heeft onrust en opwinding tot effect, wat de tekst van het meisje onderstreept. In maat 12 zorgt een crescendo voor een stijgende spanning. 
De melodielijn en het ritme van de zangstem zijn eveneens gejaagd en onrustig. De vele korte rusten die de zanglijn steeds onderbreken, symboliseren het angstig naar adem happen van het meisje. Ook worden naar het einde van de eerste strofe de intervallen steeds groter. Het deels chromatische karakter van de melodielijn kan eveneens als versterking van de spanning worden beschouwd. De noot onder bin klinkt door zijn dissonantie en het hoogtepunt van de melodie als een angstige schreeuw.
Dan vindt er een omslag in de muziek plaats. Bij "Und rühre mich nicht an" keert het ritme uit de inleiding terug, waarmee ook de rust weerkeert. Terwijl het meisje zingt, laat Schubert het ritme van de dood in de pianobegeleiding al terugkomen. Dit deel van de muziek symboliseert de directe ontmoeting, of misschien wel aanraking, tussen de dood en het meisje. Tevens daalt de melodie onder deze zin tweemaal gelijkvormig. Dit zou de overgave van het meisje aan de dood kunnen symboliseren. Met enkele maten pianospel verbindt Schubert het tweede deel met het derde.
In het derde deel, vanaf maat 22, spreekt de dood. Het dodenritme, het tempo en de luidheid van de inleiding zullen nu aanhouden tot het einde. In tegenstelling tot de melodie in het stuk van het meisje, zingt de dood gebonden, ritmisch zeer vlak zonder grote toonsprongen: het heeft een kalmerend en troostend effect. Deze kenmerken sluiten aan bij het doodsbeeld van de dichter Matthias Claudius: vriendelijk, troostrijk en niet uit op het bestraffen van zonden. Dit zet Schubert heel subtiel om in zijn lied. In maat 29 gaat de toonsoort d-klein over in de parallelle toonsoort F-groot en besluit zelfs in D-groot. Samen met de laatste zin van het gedicht, "Sollst sanft in meinen Armen schlafen", schept Schubert, net als zijn literaire collega Claudius, een dood die zacht is, bijna als rustig inslapen.

## Trivia
- In de serie De Lullo's van Jiskefet vormt het begin van het tweede gedeelte "Andante con moto" van het stuk de intromuziek.